# Radka Brožková (cestista)
Radka Brožková, coniugata Matoulková (16 settembre 1938 – 26 marzo 2019), è stata una cestista cecoslovacca.

## Carriera
Con la Cecoslovacchia ha disputato i Campionati europei del 1962 e le Universiadi di Sofia 1961.